# Elvar Örn Jónsson
Elvar Örn Jónsson (* 31. August 1997 in Selfoss) ist ein isländischer Handballspieler.

## Karriere

### Im Verein
Elvar Örn Jónsson begann mit dem Handballspielen beim UMF Selfoss. 2019 gewann er die Isländische Meisterschaft. Anschließend wechselte er zum dänischen Erstligisten nach Skjern. 2021 wechselte er zum deutschen Erstligisten MT Melsungen. Von April bis Oktober 2022 fiel er auf Grund einer Verletzung aus. Im Sommer 2025 wechselte er zum SC Magdeburg.

### In Auswahlmannschaften
2017 nahm er mit der isländischen Junioren-Nationalmannschaft an U21-Weltmeisterschaft teil. Sein erstes Länderspiel für die A-Nationalmannschaft bestritt er am 5. April 2018 gegen Norwegen. Er nahm an den Weltmeisterschaften 2019, 2021 und 2023 sowie den Europameisterschaften 2020 und 2022 teil. Bei der Europameisterschaft 2024 belegte er mit Island den 10. Platz. Bei der Weltmeisterschaft 2025 warf er acht Tore in sechs Spielen und belegte mit dem Team den 9. Platz.